# Marie-Florence Candassamy
Marie-Florence Candassamy (n. 26 februarie 1991, Franța) este o scrimeră franceză specializată pe spadă, vicecampioană europeană la individual în 2014 și pe echipe în 2016.
S-a apucat de scrimă la vârsta de șapte ani la clubul Paris Université (PUC), unde activează până în prezent. A fost campioană națională a Franței la cadeți în 2008 și la juniori în 2010. A participat la Universiada de vară din 2013, unde a ocupat locul trei după ce a fost învinsă de sud-coreeanca Shin A-lam. La proba pe echipe a cucerit medalia de aur cu echipa Franței.
În sezonul 2013-2014 a cucerit prima sa medalie la o etapă de Cupa Mondială cu un bronz la Xuzhou. La Campionatul European din același an de la Strasbourg a ajuns în semifinală, unde a trecut de românca Simona Gherman, scorul fiind 15–9. În finală a fost învinsă 12–15 de italianca Bianca Del Carretto și s-a mulțumit cu argintul.

## Palmares
Clasamentul la Cupa Mondială
| An  | 2010 | 2011 | 2012 | 2013 | 2014 | 2015 |
| --- | ---- | ---- | ---- | ---- | ---- | ---- |
| Loc | 665  | 487  | 118  | 92   | 12   | 10   |